# Le Plessis-Lastelle
Le Plessis-Lastelle is een gemeente in het Franse departement Manche (regio Normandië) en telt 251 inwoners (2005).
De plaats maakt deel uit van het arrondissement Coutances en sinds 22 maart 2015 van het op die dag gevormde kanton Créances. Hiervoor maakte Le Plessis-Lastelle deel uit van het op die dag opgeheven kanton Périers.

## Geografie
De oppervlakte van Le Plessis-Lastelle bedraagt 14,8 km², de bevolkingsdichtheid is 17,0 inwoners per km².
De onderstaande kaart toont de ligging van Le Plessis-Lastelle met de belangrijkste infrastructuur en aangrenzende gemeenten.

## Demografie
Onderstaande figuur toont het verloop van het inwonertal (bron: INSEE-tellingen).

Bretteville-sur-Ay · Canville-la-Rocque · Créances · Doville · La Feuillie · La Haye · Laulne · Lessay · Millières · Montsenelle · Neufmesnil · Pirou · Le Plessis-Lastelle · Saint-Germain-sur-Ay · Saint-Nicolas-de-Pierrepont · Saint-Patrice-de-Claids · Saint-Sauveur-de-Pierrepont · Varenguebec · Vesly
1. ↑  Populations de référence 2022.